# Възкресение Христово (Йерусалим)
„Възкресение Христово“ (на арабски: كنيسة القيامة; на арменски: Սուրբ Հարություն տաճար; на гръцки: Ναός της Αναστάσεως; на латински: Sanctum Sepulchrum) е християнска църква в Йерусалим, Израел, построена на мястото, където според преданието е разпънат, погребан, а сетне и възкръснал Иисус Христос. Разположена е в Източен Йерусалим на Западния бряг, но извън границите на Палестинската автономия.
В храма ежегодно се провежда церемонията по слизане на Благодатния огън. Базиликата е катедрален храм на православната Йерусалимска патриаршия.
Още ранните християни са почитали мястото на разпятието и погребението на Иисус Христос, което тогава се е намирало извън чертите на Стария град.
Първата църква на Божи гроб, който се намира в този храм, е издигната по инициатива на откривателката на Животворния кръст и майка на св. Константин Велики света Елена. Строена е под надзора на патриарх Макарий Йерусалимски заедно с частично запазената базилика във Витлеем. Освен Божи гроб, в храма се намира  място на Голгота и мястото, на което е открито Дървото на живота.
Първият и величествен за времето си храм на Възкресението на мястото е осветен в присъствието на император Константин Велики и представители на православното духовенство на 13 септември 335 г. (стар стил).
На Възкресение Христово Православната църква отбелязва символичното обновление на храма – тоест времето от началото на Великите пости, през което до този ден църковния интериор и облеклата на свещениците са в тъмни цветове, изразявайки съпричастност с Божията жертвоготовност и страданията му и същевременно показвайки разкаяние заради греховността човешка.

## Българска църква
Българите са от първите народи със свое храмово пространство непосредствено до Божи гроб още по времето на Първото българско царство и единствени между славянските народи.
В своите спомени за поклонническото си пътуване до Йерусалим през 1858 г. възрожденският българин Димитър Паничков предава разказа на български свещеник, според който още по времето на цар Симеон Велики в Светия град съществувал голям български манастир „Св. Симеон“. Той бил обитаван от български монаси чак до началото на 19 век. Освен това, „някога абисинската стаичка до Светия гроб и черквата свети Яков също били български“.
Немският монах Йоан Вюрцбургски посетил Йерусалим между 1160 и 1170 г., когато градът е владян от кръстоносците, пише че в голямата църква, издигната над Божи гроб „различни народности и езици“ имали свои „параклиси и вътрешни църкви“. В списъка на народите, имащи параклиси при Божи гроб, Йоан Вюрцбургски поставя българите на второ място, веднага след гърците.
В своето „Описание на Светите места“ руският търговец и дипломат Василий Позняков пише: „...И пред малката църква на гроба стои български престол (т.е. олтар) и над него ден и нощ гори кандило.“
През 1583 г. Трифон Коробейников, пратеник на руския цар Иван Грозни при Йерусалимския патриарх, разказва, че до самия Божи гроб имало голяма българска черква, в която денонощно горели 15 златни кандила. В българската черква се намирали изсечените в скалата гробове на св. Йосиф Ариматейски и св. Никодим - едни от първите последователи на Иисус Христос, които свалят Христовото тяло от кръста, помазват го и го погребват. Свети Йосиф Ариматейски, който поискал разрешение от Пилат Понтийски да погребе Иисус Христос, поради липса на време го погребал в собствената си предварително изсечена гробница.
През следващите векове българското духовенство в Светия град изглежда не е могло да поддържа финансово своето храмово пространство край Гроба Господен и то преминало в ръцете на друга църковна общност.
Понастоящем българската църква в Йерусалим сега принадлежи на якобитската (сюрианитска, сирска, арамейска) монофизитска униатска църква.
Видно от плана на църквата „Възкресение Христово“ в Йерусалим, голямата българска църква е била точно зад Гроба Господен и е обхващала средата на западното храмово пространство на Ротондата (Jacobite Chapel), заедно с гробовете на св. Йосиф Ариматейски (Joseph of Arimathea Tomb) и св. Никодим, изсечени в скалата.
През 1930 г. български монахини, които живеят в гръцкия манастир „Св. Архангел Михаил“ в Йерусалим, изпращат до правителството и Св. Синод в София специално писмо. В него те поставят въпрос да бъде построен български метох в светия за християните град и да бъде изпратен български свещеник там. Една от монахините – Костадинка Стаменова – декларира и намерението си, че при започване на строежа ще дари лично 100 английски лири. През 1932 г. – две години по-късно, Синодът в София вече е създал фонд за построяването на „Български църковно-народен дом при Божи гроб в Йерусалим“ съгласно тогавашните изисквания на властите в Палестина, в йерусалимския клон на английската „Барклейс банк“.
През 1950 г. обаче по нареждане на комунистическите власти в България БНБ изтегля средствата на фонда от сметката в „Барклейс банк“ и я закрива, въпреки предупрежденията на Светия синод, че ако фондът престане да съществува България ще изгуби неоспоримото си право да построи свой метох в Йерусалим.
След 1989 г. въпросът за български параклис в Йерусалим е повдигнат отново, но официална позиция на българската държава и на църквата няма. Сега българите са единственият православен народ без свое духовно място в Йерусалим.